# 夏茸尕布·潘德旺秀克尊嘉措
夏茸尕布·潘德旺秀克尊嘉措（藏語：ལ་མོ་ཞབས་དང་དཀར་པོ་ས་ཕེང་ལ་བ་ཕན་བདེའླ་དབང་ཕག་མཁས་གབ་ར་མཚ，1797年—1831年）第五世（不计追认）夏茸尕布活佛。

## 生平
藏历十三饶迥火猴年（清朝嘉庆二年，1797年）生在欧拉下部阿力克阿米家族。后由七世班禅认定为第四世夏茸尕布活佛的转世灵童。二十岁时，在七世班禅处受具足戒。他曾先后师从强巴格勒、阿柔格西（又译阿力克格西）等高僧。尔后在拉茂德乾寺、古日殊胜寺和僧人们共同学习显密经典。他曾先后与阿柔格西、夏日仓诺门汗等三人共同平息了黄河南北很多地区的纷争。
藏历十四饶迥铁兔年（清朝道光十一年，1831年）三月十一日圆寂，享年35岁。遗体在沙沟河前的托格山前火化。